# روسیث
روسیث (به انگلیسی: Rosyth) یک شهرک در اسکاتلند است که در فایف واقع شده‌است. روسیث ۱۲٬۸۵۰ نفر جمعیت دارد.